# Les Ex (série télévisée)
Pour les articles homonymes, voir Les Ex.
Les Ex est une série télévisée québécoise en douze épisodes de 25 minutes réalisée par Sylvain Charbonneau et diffusée entre le 5 mars et le 14 mai 2005 sur Séries+, puis dès le 5 septembre 2005 sur le réseau TVA.

## Synopsis
Alex, propriétaire d'un restaurant du Plateau Mont-Royal, s'entend à merveille avec ses ex, Sylvie et Brigitte, qui ont toutes deux un enfant de lui, des adolescentes de 12 et 17 ans, et tombe amoureux de Marie-Hélène, qui entame un stage au restaurant, mais devra trouver une place pour l'amour naissant dans son entourage.

## Distribution
- Patrick Labbé : Alex Fortin
- Brigitte Paquette : Brigitte Bélanger
- Isabelle Drainville : Sylvie Trudel
- Richard Robitaille : Stéphane Deschenaux
- Mélanie Pilon : Marie-Hélène Langlois
- Noémie Yelle : Karine Bélanger Fortin
- Sandrine Poirier-Allard : Jeanne Trudel Fortin
- Nicolas Canuel : François
- Jean-Michel Anctil : Roberto
- Louise Deschatelets : Louise
- Macha Grenon : Geneviève
- Éric Bernier : Sébastien
- Antoine Vézina : Ghislain
- Elyzabeth Walling : Josée
- Luc Morissette : Jean-Pierre Archambault
- Stéphanie Allaire : Katia
- Mélissa Dion-des Landes : Jacqueline
- Marie-Chantal Renaud : Kathleen
- Micheline Poitras : Sœur Claudette
- Paul Stewart : Réjean Paquette
- Karen Racicot : La nymphomane
- Jennifer Johnston : Julie la factrice
- Sebastien Roberts : Benoit

## Fiche technique
- Auteur : Sylvain Charbonneau
- Réalisateur : Frédérik D'Amours
- Directeur de la photographie : Bruno Philip
- Musique : Dazmo
- Productrice déléguée : Lucie Bouliane
- Producteur exécutif : Vincent Gabriele
- Productrice : Sophie Deschênes
- Société de production : Sovimage

## Épisodes
1. Le Sexe avec les ex
2. Experts en séduction
3. Extase
4. Exposer son passé
5. Une ex-droguée
6. Conciliation famille-sexe
7. Relation complexe
8. Exclusivité
9. Mon ex sort avec ton ex
10. Elle fait-tu exprès ?
11. La Surprise de l'ex
12. Exit